# CoMaps
CoMapsは、OpenStreetMap (OSM) の地図データを利用する無償・オープンソースのモバイル向けオフラン地図・ナビゲーションアプリケーションである。Organic Mapsから2025年にフォークしたプロジェクトであり、プライバシー保護やコミュニティ参加型の運営を理念としている。

## 機能
CoMaps は事前にデータを端末にダウンロードすることで、インターネット接続がない環境でも地図機能やナビゲーションを利用できる。徒歩・自転車・自動車・公共交通機関によるルート案内に対応し、音声ガイドによるナビゲーション機能も備える。また、地図情報の検索やブックマークの保存、GPXファイル のインポート機能もあり、等高線や標高プロファイル表示などアウトドア活動に特化した機能を提供している。
アプリは位置情報を含む個人情報を収集せず、広告やトラッキング機能を含まないことを特徴としている。
さらに、CoMaps は OpenStreetMap プロジェクトと連携しており、アプリ内から店舗やランドマークなどの地図情報を簡単に追加・更新することも可能である。

## 歴史
2024年末から2025年初頭にかけて、Organic Maps コミュニティの一部がプロジェクトのガバナンスや透明性を巡って運営側と対立し、2025年4月16日付で株主宛の公開書簡が提出された。十分な回答が得られなかったことから、同年4月下旬にソースコードが Codeberg 上へ複製され、フォーク名「CoMaps」が採用された。
最初のプレビュー版は2025年6月1日に Codeberg で公開され、6月19日には F-Droid リポジトリ経由で Android 向け正式版が配信された。またiOS 版は同月下旬に App Store で公開され、Google Play Storeでの提供も開始されている。

## 基本原則
CoMapsプロジェクトは、透明性の確保、コミュニティによる意思決定、非営利性、オープンソース、プライバシー保護、コミュニティベースの資金調達、公益のための資産管理という7つの基本原則を掲げている。
プロジェクトに関する意思決定や財務状況は原則として公開され、コミュニティのメンバーが参加しやすく、意思決定にも関われる体制を構築している。また、プロジェクトが所有する資産（ドメイン、商標、アプリストアやSNSアカウントなど）は、コミュニティ共有の財産とされ、公共の利益を目的として管理されている。
CoMaps は営利企業ではなく、非営利財団または協同組合としての法人化、あるいは既存のFOSS団体（Software Freedom ConservancyやSoftware in the Public Interestなど）の傘下入りを検討している。現在は、暫定的にOpenCollectiveを通じて財務管理を行っている。また、プロジェクトの運営方針や重要な決定事項はコミュニティが関与して決定し、日常的な運営は主に貢献者チームが担当している。正式な運営機関（理事会、委員会など）の設立も検討中で、メンバーはコミュニティから選出され、一定期間で交代することになる予定である。